# Antoni Gabryelewicz
Antoni Gabryelewicz (ur. 16 lipca 1928 w Downarach, zm. 24 września 2010 w Hiszpanii) – polski lekarz, specjalista w zakresie chorób wewnętrznych, gastroenterologii i endoskopii, profesor nauk medycznych, dziekan Wydziału Lekarskiego Akademii Medycznej w Białymstoku (1974-1981).

## Życiorys
Urodził się 16 lipca 1928 w Downarach gdzie uczęszczał do szkoły powszechnej. Po zakończeniu działań wojennych w 1945 r., przeniósł się do Białegostoku. Po ukończeniu liceum zdał egzaminy na Akademię Medyczną w Łodzi (studiował na Wydziale lekarskim), którą ukończył w 1952 r.. Stopień doktora nauk medycznych uzyskał w 1961 r., zaś doktora habilitowanego w 1968 r., tytuł profesora nadzwyczajnego w 1976 r., a profesora zwyczajnego 16 października 1986.
W latach 1970–1998 był Kierownikiem Kliniki Gastroenterologii i Chorób Wewnętrznych Akademii Medycznej w Białymstoku. W latach 1974–1981 dziekan Wydziału Lekarskiego AM w Białymstoku. Przez kilka kadencji był członkiem Senatu tejże uczelni. Członek honorowy i Prezes (w latach 1985–1991) Zarządu Głównego Polskiego Towarzystwa Gastroenterologii, a także Bohemo-Słowackiego Towarzystwa Medycznego im. J. E. Purkyne oraz członek korespondent Niemieckiego Towarzystwa Gastroenterologii (German Association of Gastroenterology). 
Po uzyskaniu tytułu naukowego profesora, odbył szereg kursów szkoleniowych, a mianowicie: roczny pobyt naukowy w New York Blood Center w Nowym Jorku oraz jako profesor wizytujący w klinicznych ośrodkach w Helsinkach, Kanadzie, USA, Republice Federalnej Niemiec, Francji, Wielkiej Brytanii i Japonii. Był promotorem 23 rozpraw doktorskich oraz opiekunem dziewięciu habilitacji. Ośmiu jego studentów zostało profesorami. Jest autorem i współautorem ponad 270 prac naukowych w czasopismach krajowych i zagranicznych.
Za pracę na polu naukowym i dydaktycznym nadano mu tytuł doktora honoris causa: Akademii Medycznej w Białymstoku (1998), Akademii Medycznej im. Piastów Śląskich we Wrocławiu (2002), Uniwersytecie Medycznym w Łodzi (2003). 
Zmarł nagle 24 września 2010 w czasie pobytu na wakacjach w Hiszpanii. Został pochowany 5 października na białostockim Cmentarzu Farnym.

## Odznaczenia
- Medal Komisji Edukacji Narodowej
- Medal „Gloria Medicinae” (2009)[5]
- Odznaka honorowa „Za wzorową pracę w służbie zdrowia”